# لوزنا (آریزونا)
لوزنا (به انگلیسی: Luzena) یک منطقهٔ مسکونی در ایالات متحده آمریکا است که در آریزونا واقع شده‌است. لوزنا ۱٬۲۲۵ متر بالاتر از سطح دریا واقع شده‌است.